# Са (кана)
さ в хирагане и サ в катакане — символы японской каны, используемые для записи ровно одной моры. В системе Поливанова записывается кириллицей: «са», в международном фонетическом алфавите звучание записывается: /sa/. В современном японском языке находится на одиннадцатом месте в слоговой азбуке, после こ и перед し.

## Происхождение
さ появился в результате упрощённого написания кандзи 左, а サ произошёл от кандзи 散.

## Написание
|  |  |

## Коды символов вкодировках
- Юникод:
  - さ: U+3055,
  - サ: U+30B5.